# Pente tibiale
La pente tibiale est l'inclinaison du plateau tibial médial (interne) dans le plan sagittal. Il s'agit donc d'un angle exprimé en degrés. Il existe plusieurs techniques de calcul de sa valeur. Elle est utilisée en orthopédie, en biomécanique, et en chirurgie du genou et du membre inférieur, avant l'intervention comme après pour évaluer la qualité du résultat. Une pente tibiale naturellement élevée est associée à un risque de lésion du ligament croisé antérieur.

## Définition
La pente tibiale est l'inclinaison du plateau tibial médial dans le plan sagittal,. C'est l'angle formé entre l'axe de la diaphyse du tibia et le plateau tibial médial (plateau tibial interne). Il s'agit d'une pente dans le sens avant-arrière. Les plateaux tibiaux étant, chez le sujet debout, relativement horizontaux cette pente est naturellement d'une faible angulation.

## Méthodes de mesure
La pente tibiale se mesure sur une radiographie du genou ou du tibia strictement de profil. Il existe plusieurs méthodes de mesure selon les écoles. Le cliché utilisé peut être soit une radiographie du genou montrant le tiers proximal (supérieur) du tibia, soit une radiographie montrant le genou et l'intégralité du tibia.
La ligne droite tangente au plateau tibial médial constitue toujours le premier repère de la mesure.
L'axe de la diaphyse tibiale constitue le premier côté de l'angle mesuré. Le choix de cet axe est présenté plus bas.
Une perpendiculaire descendante est ensuite tracée à partir du point ou la tangente au plateau tibial coupe l'axe de la diaphyse. Cette perpendiculaire constitue le second côté de l'angle recherché. Il s'agit ensuite de mesurer l'angle entre cette perpendiculaire et l'axe de la diaphyse tibiale.
Les différents méthodes de mesure prennent leur origine dans le choix du cliché (genou seul ne montrant que le tiers supérieur du tibia, ou tibia en entier) dont découle le choix de la droite définissant l'axe de la diaphyse tibiale.
Avec une radiographie de profil du genou et du tiers proximal du tibia, 3 définitions de l'axe sont utilisées selon les auteurs : le trait de la ligne corticale tibiale antérieure (méthode de Moore et Harvey), le trait de la ligne corticale tibiale postérieure (décrite par Hernigou et Goutallier),,, ou l'axe tibial anatomique proximal (de Dejour et Bonnin). Dans ce dernier cas l'axe dessiné passe par le milieu de deux droites parallèles transverses à la diaphyse et situées à 5 et 15 cm en dessous de la tubérosité tibiale.
Avec une radiographie complète du tibia l'axe retenu est l'axe mécanique du tibia,. Cette technique semble plus rigoureuse car elle prend en compte l'axe médian de la totalité de la diaphyse tibiale, mais elle nécessite donc une radiographie complète de tout le tibia,.
Enfin certains auteurs utilisent l'axe principal du péroné (fibula) à la place de l'axe de la diaphyse tibiale (Migaud).
La variabilité de ces méthodes rend difficile la reproductibilité entre utilisateurs, voire pour un même utilisateur reproduisant la mesure. Ainsi dans la série de A. Jaafar la pente moyenne varie de 8,4° à 15,1° entre les 3 méthodes de mesure utilisant une radiographie de profil du genou et du tiers proximal du tibia.

## Valeur
L'angle formé entre la perpendiculaire à la tangente du plateau tibial médial et l'axe diaphysaire tibial est faible chez le sujet sain, des valeurs moyennes de 5 à 15° sont retrouvées.

## Intérêt en dépistage
Une augmentation de la pente tibiale augmente la translation tibiale interne du genou sain. La pente tibiale est plus élevée chez les patients victimes d'une rupture du ligament croisé antérieur quelle que soit la méthode de mesure, ces patients sont plus à risque de récidive, la valeur de la pente tibiale est prédictive du risque de rupture du ligament croisé antérieur.

## Intérêt pour le suivi thérapeutique
L'étude de la pente tibiale fait partie de la compréhension des échecs de ligamentoplastie. Dans les suites opératoires des ligamentoplasties il importe de différer l'appui lorsque la pente tibiale et élevée.